# Монорейка Сіетла

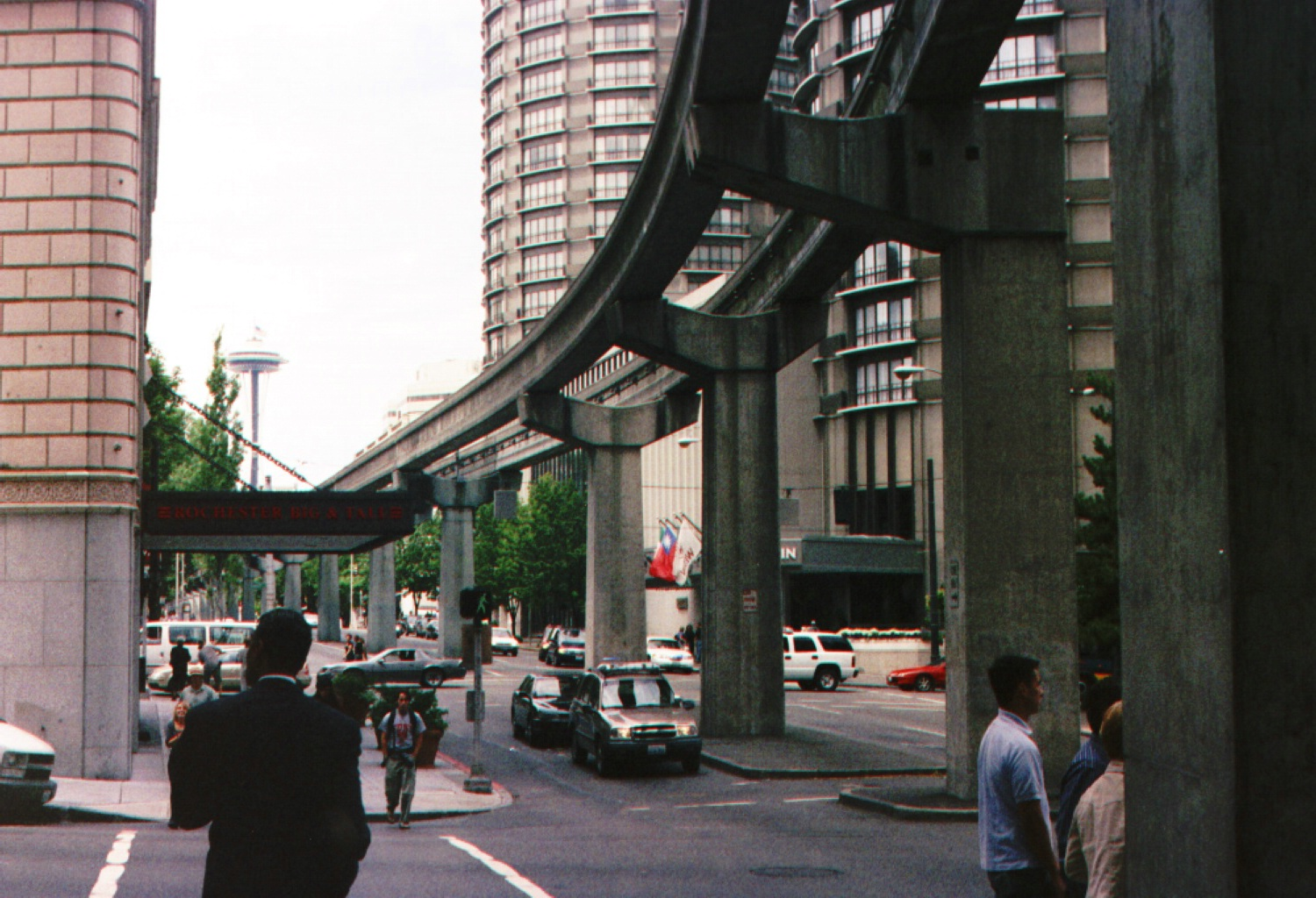
Естакада монорейки, вдалині видно вежу Спейс Нідл

Монорейка Сіетла (англ. Seattle Center Monorail) — естакадна лінія монорейки в місті Сіетл, штат Вашингтон, США. Траса завдовжки 1600 метрів проходить уздовж вулиці 5-а авеню від торгового центру Westlake Center у центрі міста до парку розваг Seattle Center у районі Lower Queen Anne.
Монорейка є повністю самоокупним громадським транспортом, максимальна швидкість руху 80 км/год.
16 квітня 2003 року потяги й естакада монорейки одержали статус історичної визначної пам'ятки від Ради збереження визначних пам'яток Сіетла.

## Історія
Будівництво коштувало 3,5 мільйони доларів. Монорейка відкрилась 24 березня 1962 року для всесвітньої виставки, що проходила в Сіетлі. Впродовж півроку, поки виставка була відкрита, монорейка перевезла 8 мільйонів осіб; нинішній пасажиропотік становить приблизно 2,5 мільйони осіб за рік.
Наприкінці північної ділянки лінії збудували будинок Музею історії музики (англ. Experience Music Project) таким чином, що монорейка проходила крізь нього на шляху до кінцевої станції.
Спочатку південна ділянка лінії закінчувалась великою станцією в парку Вестлейк у формі даху над ним. 1988 року станцію перемістили північніше й об'єднали з конструкцією торгового центру Westlake Center. Для об'єднання шляхи перенесли ближче один до одного тому на станції Westlake Center залишилася тільки одна платформа. Це конструктивне рішення створювало ризик зачеплення потягів біля станції, що і відбулося 2005 року.

## Режим роботи
Монорейка працює щодня. Кожні 10 хвилин поїзд відправляється від станції Seattle Center через вулиці Westlake Center Mall, 5-а авеню і Pine Street. Поїздка довжиною 1,6 км триває 2 хвилини. Кожен поїзд може перевозити до 450 пасажирів. На лінії також може працювати 2 потяги у випадку великого навантаження з інтервалом у 5 хвилин або менше.
Квиток в один бік коштує $2.25 для дорослих; $1.00 для дітей від 5 до 12 років, осіб старше 65, інвалідів; проїзд в обидва кінці коштує вдвічі більше. Для дітей молодше 5 років проїзд безкоштовний.

## Можливе закриття
У листопаді 2002 року жителі Сіетла на референдумі проголосували за будівництво нової лінії монорейки довжиною 22,5 км. Так звана «Зелена лінія» мала стати першою з п'яти майбутніх ліній монорейки в місті. Першу ділянку планували відкрити 2007 року, а повністю завершити проєкт до 2009 року. Відповідно до обраного маршруту наявну монорейкову лінію від вулиці Queen Anne до центра мали демонтувати. Проєкт «Зеленої лінії» закрили референдумом в листопаді 2005 року після того, як учасники проєкту отримали план його фінансування.

## Аварії

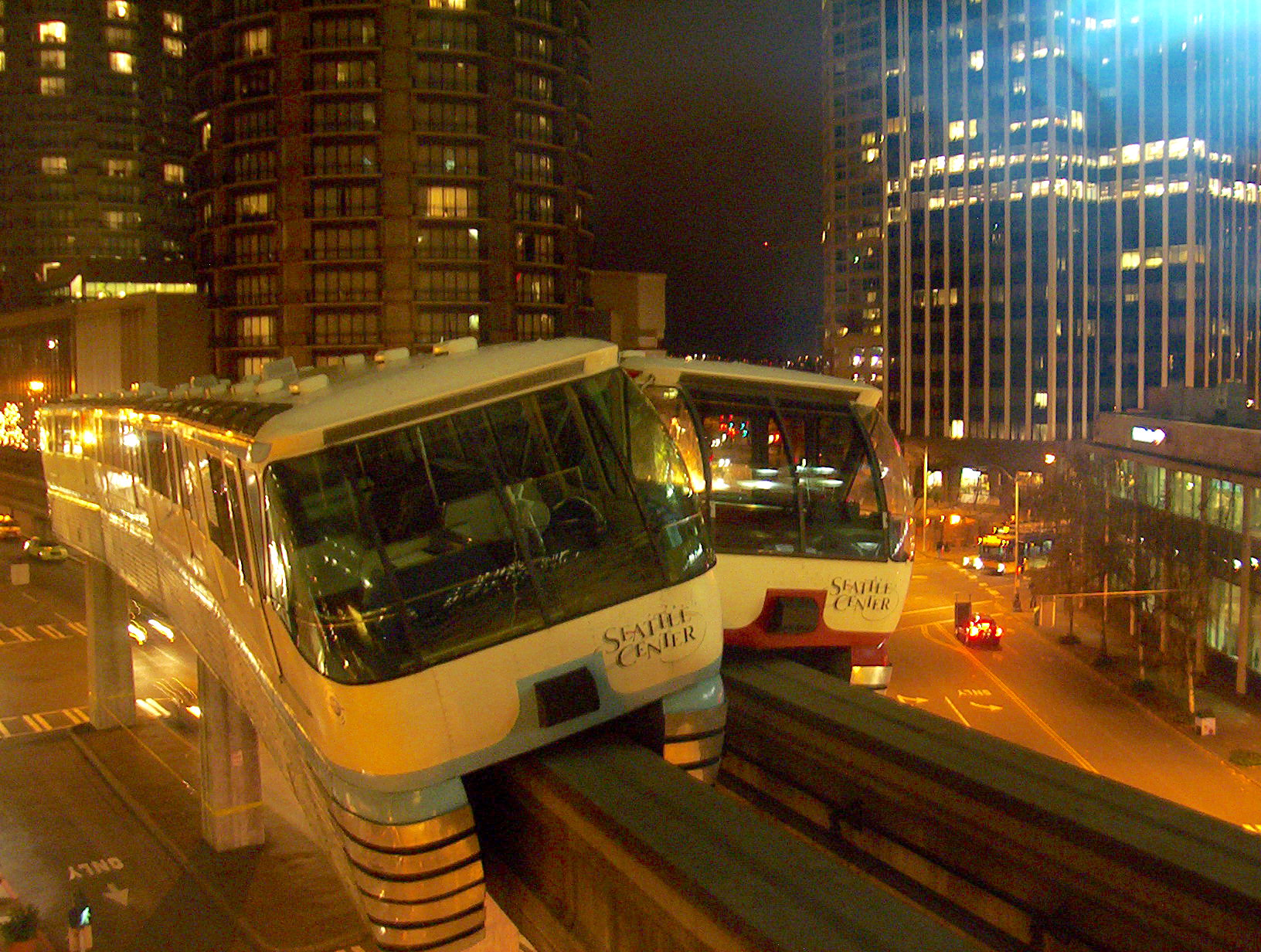
Поїзд справа під'їжджав до станції і мав пропустити інший.

1971 року зіпсувалися гальма на «червоному поїзді» і потяг зупинився від удару об балку наприкінці шляху на станції Seattle Center, через що постраждало 26 пасажирів. У 2002 і 2003 роках пасажири евакуювалися мотузяною драбиною після застрягання потяга на перегонах.
31 травня 2004 року загорівся потяг зі 150 пасажирами в ньому. Ніхто не загинув, 5 пасажирів госпіталізували, ніхто не отримав опіків. Лінію закрили до 16 грудня 2004 року, коли монорейка відновила роботу з одним із двох поїздів на лінії — «червоним», захищеним від загоряння.

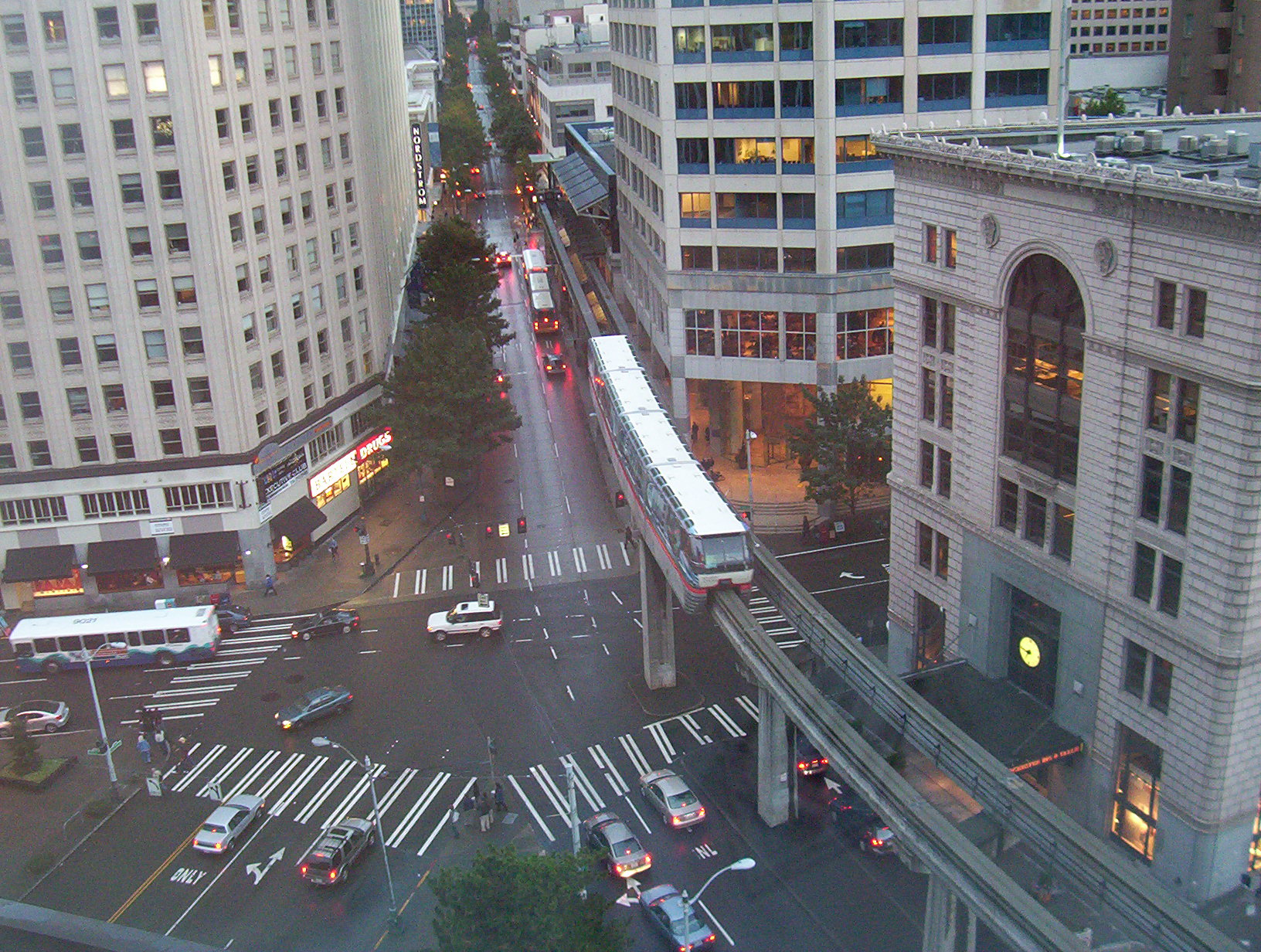
Поїзд приблизно на місці аварії в листопаді 2005 року. Зверніть увагу, що відстань між рейками звужується при під'їзді до станції.

26 листопада 2005 року 2 поїзди зачепили один одного на кривій ділянці траси, при цьому на одному поїзді зірвано двері, розбито скло, осколки якого посипалися на пасажирів. Двох осіб госпіталізували з незначними травмами, ніхто більше серйозно не постраждав.